# 鳳尾綠咬鵑
鳳尾綠咬鵑（學名：Pharomachrus mocinno），是咬鵑科中一種十分華麗的鳥類。其他咬鵑科的鳥都是在南美洲及東巴拿馬中出現，只有此種鳥出沒在南墨西哥到西巴拿馬等地。共有兩個亞種，分別是指名亞種P. m. mocinno及哥斯達黎加亞種P. m. costaricensis。此鳥在中部美洲神話當中佔有重要的一席位。

## 描述
鳳尾綠咬鵑一般體長36厘米，在繁殖季節時的雄鳥連同獨有的尾羽可達64厘米長。體重約為210克。有指牠也是咬鵑科中體形最大的鳥。胸部為紅色，羽毛則為綠色（在不同角度觀看可看到由金屬綠至藍紫色不等）。一般情況下一級飛翼的羽毛會遮掩了尾羽，而只有繁殖季節時的雄性才會看到長長的尾羽。雄性並有一個如頭盔般的冠毛。雄性成鳥的喙為黃色，雌性則為黑色。
由於鳳尾綠咬鵑的皮層較薄及易於撕裂，因此牠們必須進化出較厚的羽毛去保護牠們。與其他同科鳥類一樣，牠們都有一雙大眼睛以應付森林內較暗淡的環境。
其嗚叫聲異常高音，常用kyow去形容這種尖銳的叫聲。常雙雙兩兩的共同嗚叫，而且毫無變化地不繼重複。

## 行為
鳳尾綠咬鵑是一種特化的食果动物，偶而也會吃一些昆蟲（主要是黃蜂、螞蟻及幼蟲）及蛙類，但對牠們來說最重要的食物就是營養極豐富的牛油果及其家族中的成員。牠們會把整個果嚥下後才再用反芻的方式把果實吐出，這做法也簡接地幫助了種子間的傳播。
棲息於中美洲（從南墨西哥到巴拿馬）雲海繚繞的深山森林內，鳳尾綠咬鵑在非繁殖季節時較喜愛獨處。而每逢繁殖季節過後，雌性就在腐爛的大樹上鑿出容得下牠們的小洞，並誕下兩只淡藍色的鳥蛋。由於鳳尾綠咬鵑的雌鳥僅在這些遭受破壞的大樹上下蛋，因此是否有足夠的大樹遭到惡劣天氣破壞也間接影響了此鳥的繁殖率。
父母雙方均會進行孵育的工作，尾巴上長長的覆羽既會捲摺在洞內，一小部分則會喬裝成一束由洞內長出的蕨類。孵化約需18天，一般雄性在日間進行孵化，而雌性則在晚間留在洞內繼續工作。孵化後父母雙方就會四出尋覓食物，如果類、漿果、昆蟲、蜥蜴及細小的蛙類等。雖然如此，但一般雌性對照顧幼小興趣不大，即使是最脆弱的時期也常漠視牠們的需要，而把一切的重擔留給雄性照料，直至牠們獨立為止。
鳳尾綠咬鵑不是一種強壯的鳥類，飾冠鷹鵰、貓頭鷹、翡翠巨嘴鳥、松鼠及蜜熊等均對牠們虎視眈眈（Pribor 1999）。

## 詞源
其種加詞mocinno來自發表者Pablo de la Llave為紀念其恩師──José Mariano Mociño，而將這種鳥以其恩師名字的拉丁化後命名。雖然有時這種加詞會被串成mocino，但在從前的西班牙文中ñ多串成nn，所以現時nn這串法已被認定為合法及唯一的官方名稱、 （页面存档备份，存于）。
其英文俗名quetzal則來自納瓦特爾語，當中quetzalli意指長而挺拔的羽毛，quetzaltotōtl指擁有長而挺拔的羽毛的鳥，從而簡化出魁札爾鳥（quetzal）這個名詞。

## 圖集

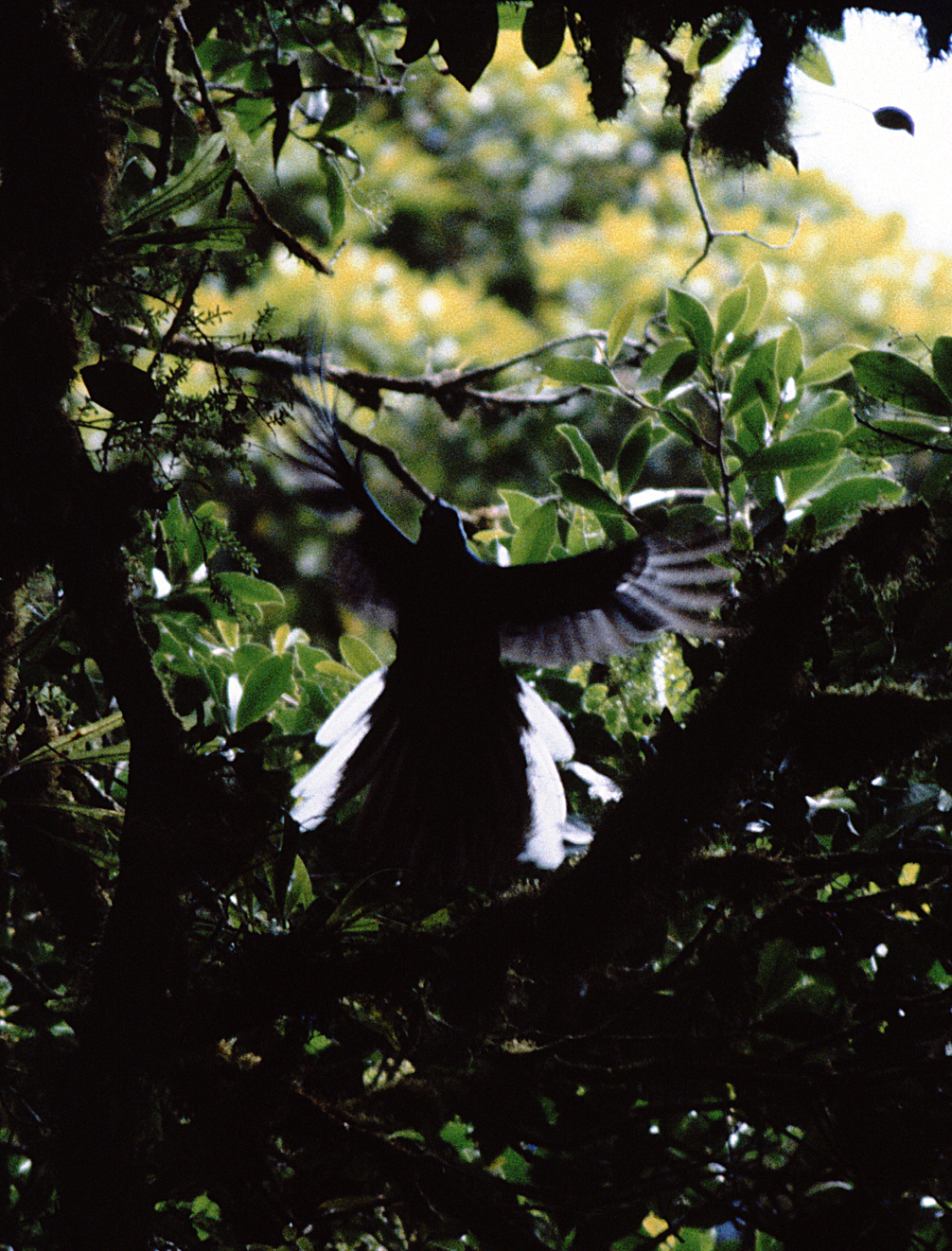
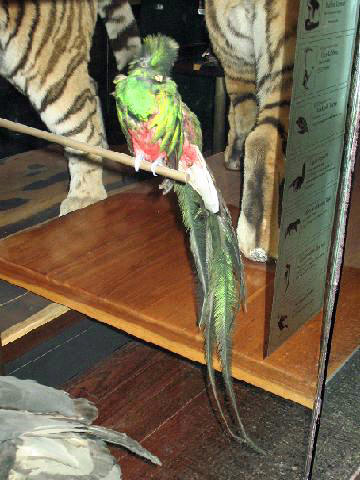
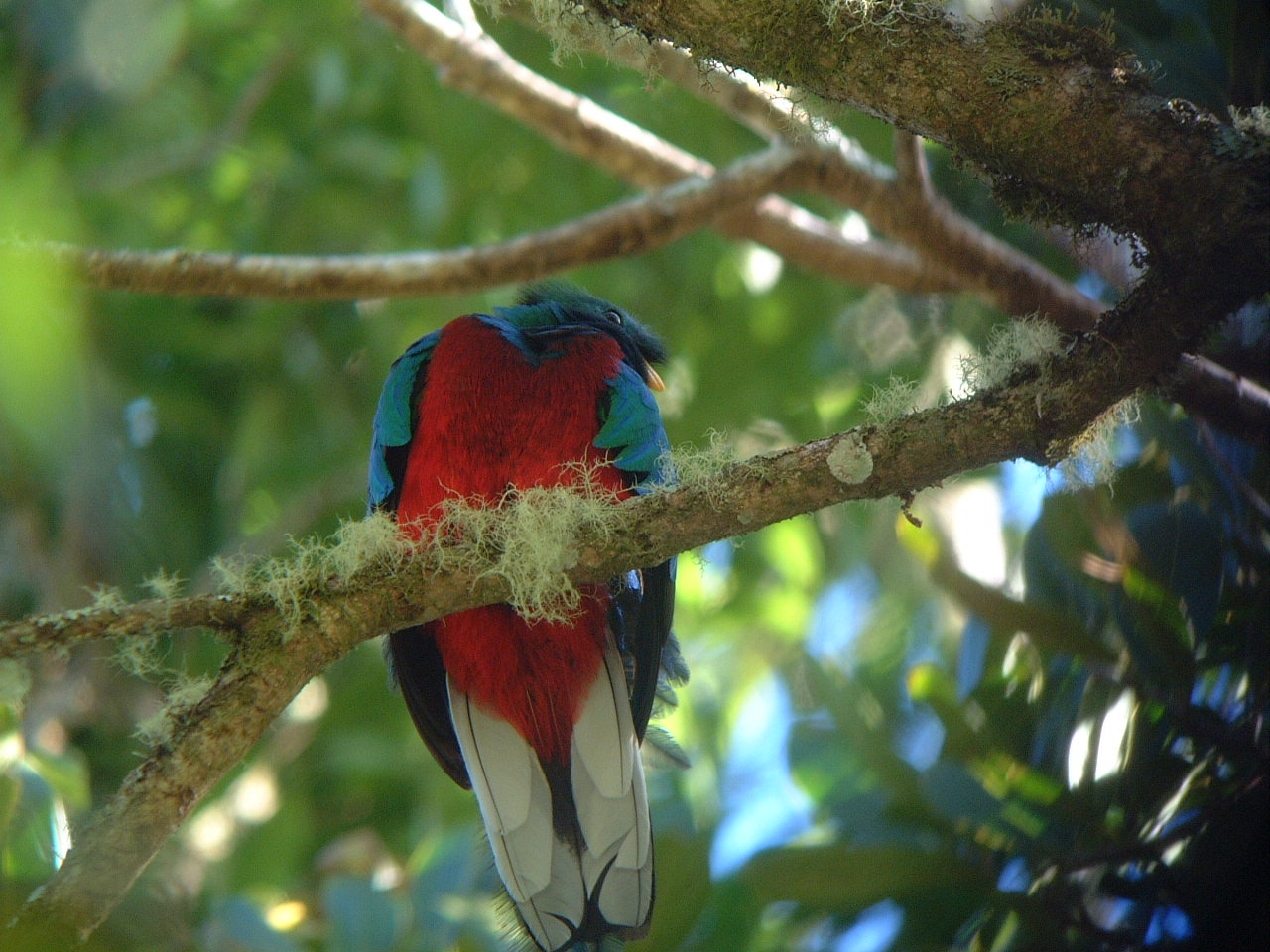

### 引用
1. ↑  BirdLife International. . The IUCN Red List of Threatened Species. 2016-10-01, 2016: e.T22682727A92958465  [2022-12-15]. doi:10.2305/IUCN.UK.2016-3.RLTS.T22682727A92958465.en .
2. ↑  . CITES.   [2022-12-15]. （原始内容存档于2017-12-05）.
3. ↑  J.Richard Andrews, Introduction to Classical Nahuatl, 2003 reprint, University of Oklahoma Press, ISBN 0-8061-3452-6

## 外部連結
- （英文） 國際鳥盟的概要說明 （页面存档备份，存于）
- （英文） 鳳尾綠咬鵑的介紹 （页面存档备份，存于）
- （英文） 一項關於奇琴伊察卡斯蒂略金字塔及鳳尾綠咬鵑啁啾嗚叫的研究
- （英文） 鳳尾綠咬鵑的短片